# Antonín Rezek
Antonín Rezek (13. ledna 1853 Jindřichův Hradec – 4. února 1909 Bubeneč) byl český historik, který se specializoval především na dějiny raného novověku a dějiny náboženských hnutí. V letech 1900–1903 působil též jako ministr rakouské vlády pro české záležitosti, v letech 1905–1906 jako poslanec Sněmu Království českého.

## Život
Antonín Rezek se narodil 13. ledna 1853 v Jindřichově Hradci. Byl třetím dítětem (z osmi) vyučeného hodináře a uznávané kapacity ve svém oboru Martina Rezka a Kateřiny rozené Vacíkové. Roku 1859 nastoupil Antonín do místní školy a roku 1863 na gymnázium, kde byla jako vyučovací jazyk vedle němčiny povolena nedlouho předtím i čeština. Na gymnáziu studoval s půlletým přerušením studia, když se nepohodl se svým profesorem, do roku 1872. Již za svých gymnaziálních studií navázal kontakty s jindřichohradeckými zámeckými archiváři a pomáhal jim v opisování listin černínského archivu. Roku 1872 složil úspěšně maturitní zkoušku. Na doporučení archiváře Františka Tischera se Antonín Rezek vydal studovat na Karlo-Ferdinandovu univerzitu do Prahy.
Jindřichohradecký archivář Tischer zasáhl podstatně do života Antonína Rezka ještě jednou, když mu zajistil možnost působit po boku historika a archiváře Josefa Emlera, kterému Rezek pomáhal s opisováním listin do Emlerových Regest. Tím byl Antonín Rezek zbaven finančních problémů a bylo mu umožněno nabýt zkušenosti při práci s uznávaným historikem.
Na univerzitě se Rezek zapojil do činnosti studentského Historického klubu, v němž se zasazoval o založení studentského historického časopisu – ale bezvýsledně. V době Rezkových studií působili na univerzitě Otto Hirschfeld, Josef Emler, Antonín Gindely a Václav Vladivoj Tomek, s nímž Rezek později navázal velmi blízký vztah.
V roce 1873 krátce působil jako redaktor Národních listů, a roku 1875 nastoupil do Musea království Českého na pozici asistenta – sice bez nároku na plat, ale s vyhlídkou, že mu bude časem za jeho důkladnou práci v muzejním archivu nabídnuto lepší místo. Téhož roku vyšel Rezkovi v časopise Lumír jeho první článek s názvem "Flagellanti - Obrázek z dějin kulturních". O rok později přednesl na schůzi Historického klubu svůj příspěvek na téma vláda Ferdinanda I. a účinek jeho politiky na České země. Ke spokojenosti policejního agenta vylíčil Rezek Ferdinandovu vládu velice pozitivně. Viděl v ní totiž záchranu českého státu před šlechtickou anarchií po období slabé vlády Jagellonců.
Roku 1876 složil zkoušky, obhájil svou práci a tím se stal doktorem historie. Roku 1877 získal učitelskou aprobaci pro obor historie – zeměpis a roku 1878 se stal učitelem na reálném gymnáziu v Karlíně. Tím zajistil svou existenci z materiální stránky. Téhož roku, zklamán, že i přes své zásluhy v uspořádání archivu nebyl povýšen, opustil Museum království Českého. Místo učitele ovšem nebylo definitivním Rezkovým cílem, jeho ambice sahaly na místo vyučujícího na univerzitě. Roku 1878 obhájil svou habilitační práci
Rodina: Při svém strmém kariérním postupu Rezek potřeboval konzultace u archiváře Karla Jaromíra Erbena, navštěvoval rodinu i po jeho smrti a s nejmladší z jeho tří dcer Bohuslavou (6.10.1850–15.1.1924) se oženil 2. srpna roku 1879 v kostele sv. Štěpána v Praze. Svatební cestu spojil s návštěvou archivů v Jeně a Mnichově. Manželka se kromě základního vzdělání věnovala hudbě a rodině. Z manželství se narodily tři dcery: Ludmila, Bohuslava a Marie. Dcera Bohuslava se provdala za chirurga Stanislava Kostlivého, pozdějšího rektora Univerzity Komenského v Bratislavě.
Na konci 70. let se vedle spolupráce s Tomkem věnoval také ediční činnosti, kdy zpracoval Paměti Mikuláše Dačického z Heslova, Beckovského Poselkyni starých příběhů českých, korespondenci pánů z Hradce a Rožmberka a pro ediční řadu "Sněmy české" chystal přepisy spisů Sixta z Ottersdorfu, k jejichž vydání nakonec nedošlo. Těžiště jeho hlavního bádání ovšem leželo v období vlády Ferdinanda I. a v úmyslu pokračovat v Palackého syntéze dějin.
Roku 1880 se Rezek pustil do sporu s Antonínem Gindelym, když nejprve pod šifrou reagoval na jeho spis "Dějiny českého povstání léta 1618", kdy Gindelymu vyčítal, že nevěnuje dostatečnou péči českým pramenům a také nedostatečné národní zaujetí. Později Antonín Rezek v tomto sporu z anonymity vystoupil, což jej stálo přístup k archivním dokumentům zemského archivu, jehož byl Gindely ředitelem. Roku 1881 působil jako učitel na gymnáziu ve Spálené ulici.
Roku 1883 Antonín Rezek postoupil o příčku výše ve své univerzitní kariéře, když byl jmenován mimořádným profesorem všeobecných dějin se specializací na dějiny konce 18. století, dějiny 19. století a také na jeho nejoblíbenější dějiny 16. a 17. století. V tomto roce také uzavřel smlouvu s pražským nakladatelem Janem Ottou na vydávání časopisu "Sborník historický". Podle Rezkovy představy měl časopis obsahovat příspěvky z oblasti dějin politických, z dějin církve, z oblasti sociálních dějin, právních dějin, z historického místopisu a měl také obsahovat přehled právě vyšlých prací. Do časopisu přispívali zejména schopnější středoškolští pedagogové a laičtí historikové. Univerzitní profesoři – až na Josefa Kalouska, který navázal s Antonínem Rezkem dlouhodobou spolupráci – do Sborníku nepřispívali. Časopis se záměrně vyhýbal dobovým politickým problémům. O tři roky později bylo pro nerentabilitu vydávání Sborníku ukončeno.
V politických názorech Rezek sympatizoval s mladočechy, respektive se stranou realistů, k nimž se řadil také Tomáš Garrigue Masaryk, s nímž vedl čilou korespondenci.
Roku 1889 se Rezek stal po odchodu V. V. Tomka řádným profesorem rakouských dějin na české univerzitě. V této době začíná jeho působení v historickém semináři, který měl za úkol vychovat budoucí generaci profesionálních historiků. Mezi jeho žáky patřili Josef Vítězslav Šimák, Josef Pekař, Kamil Krofta a Jaroslav Bidlo. V letech 1893–1894 působil jako děkan fakulty.
Roku 1895 stál s Jaroslavem Gollem u zrodu "Českého časopisu historického", čímž se snažil naplnit ideu spolupráce všech historiků. Po svém odchodu do Vídně roku 1897 práci v časopise ukončil.
Do roku 1888 spadá Rezkovo asi největší dílo. V tomto roce převzal redaktorství "Českomoravské kroniky", kterou začal roku 1860 vydávat Karel Vladislav Zap jako populární přepracování Palackého "Dějin". Antonín Rezek navázal na práci Josefa Kořána, který kroniku dovedl do roku 1629. Rezkovým zpracováním vznikla nejhodnotnější část tohoto díla, věnovaná dějinám českého království v letech 1630 – 1693. Rezkovo dílo je tím hodnotnější, že šlo o první ucelené zpracování tohoto období, ke kterému – vyjma období třicetileté války – de facto neexistovala odborná historická literatura. Rezkovy příspěvky do Českomoravské kroniky vycházely jako samostatné monografie – Dějiny saského vpádu do Čech 1631-1632 a návrat emigrace (1889), Děje Čech a Moravy za Ferdinanda III. až do konce třicetileté války (1890) a Dějiny Čech a Moravy nové doby (1892-93). Rezek líčí habsburské vládce jako velice schopné, protireformaci a germanizaci vylíčil jako pochopitelný důsledek odboje šlechty. Přeměnu českého státu po bitvě na Bílé hoře chápal jako proces trvající již delší dobu a ne jako důsledek jedné prohrané bitvy.
Po smrti Antonína Gindelyho roku 1892 se Rezkovi uvolnila cesta do zemského archivu a tak se začal věnovat svému snu o pokračování v Palackého Dějinách. Přestože v dopisech svým kolegům se často zmiňoval o neustálém shromažďování materiálů k tomuto účelu, z tohoto rozsáhlého projektu nakonec definitivně sešlo.
Již od počátku 90. let zvyšoval Rezek aktivitu na politickém fóru a v říjnu 1896 byl povolán jako ministerský rada do ministerstva kultu a vyučování, kde mu byla oficiálně svěřena zodpovědnost za náboženství tzv. východního ritu, ale fakticky mu ministr Gautsch dal na starosti české záležitosti. Rezkova kariéra politika byla ještě strmější než kariéra univerzitní. V roce 1897 se stal oborovým předsedou, v roce 1899 tajným radou a od roku 1900 byl jmenován českým ministrem krajanem (měl na starosti České země; dnešním ekvivalentem k tomu je ministr bez portfeje). Za sebou měl řadu vyznamenání, která jej opravňovala požádat o povýšení do šlechtického stavu. Rezek za dobu svého politického působení velmi dbal především o rozvoj české univerzity v Praze a také velké úsilí věnoval zápasu o vznik druhé české vysoké školy v Brně. Roku 1903 byl nucen svou funkci složit, jelikož jej ve výkonu úřadu stále více omezovaly nemoci. I během svého politického mandátu se nerozloučil s historií. Až do svého odstoupení byl členem Komise pro vydávání akt a korespondence k novým rakouským dějinám. Pozice ministra mu také zajišťovala přístup k archivním materiálům, které byly jiným historikům nedostupné.
V lednu 1904 byl zvolen poslancem Sněmu Království českého za města Havlíčkův Brod, Polná a Humpolec, ale v prosinci 1906 se svého mandátu vzdal.

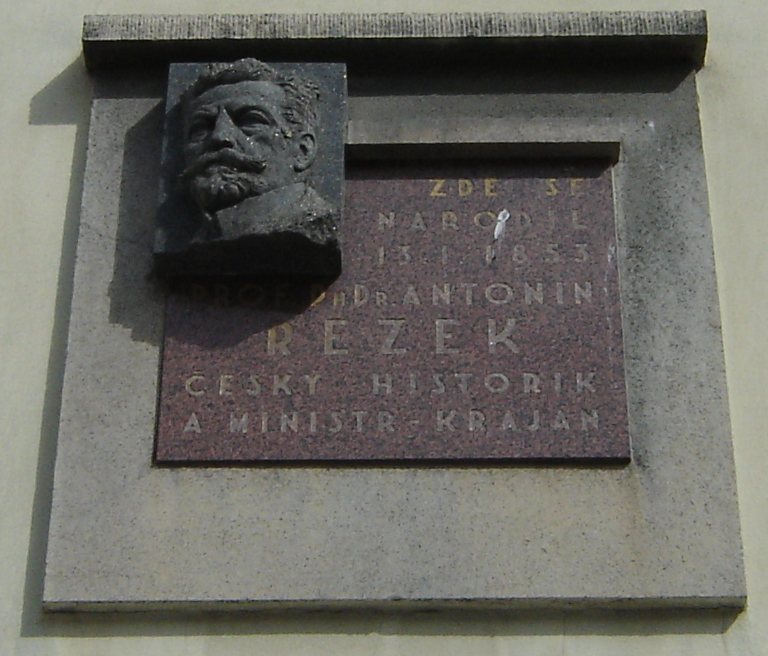
Pamětní deska na rodném domě v Jindřichově Hradci

Od roku 1905 trávil Rezek svůj život v sanatoriích, trápily jej střevní problémy a cukrovka, později i psychické problémy. Roku 1907 mu byl navíc diagnostikován nádor mozku a jeho stav se začal rapidně zhoršovat. Zemřel 4. února 1909 v Bubenči ve věku 56 let.

## Dílo
Antonín Rezek byl autorem mnoha popularizačních statí do časopisů jako Lumír, Květy nebo Zlatá Praha, autorem edic historických památek, reeditorem prací starších autorů české vědy 19. století. Samozřejmě jeho největší přínos lze spatřit ve vydávání vlastních příspěvků, především v Českém časopise historickém, a monografií. Rezek se nevěnoval pouze politickým a církevním dějinám, ale je také autorem mnoha statí týkajících se dějin kulturních. Cílem jeho článků v historických časopisech bylo hlavně informovat veřejnost o tom, co všechno objevil v archivech.
V Rezkově díle můžeme sledovat zájem o dějiny sektářství, lidovou reformaci, selská hnutí, ale také například o problematiku patentů proti cikánům a o problematiku reforem Josefa II. Vrcholem jeho práce v sociálně kulturní oblasti je první díl nikdy nedokončeného díla z roku 1887 Dějiny prostonárodního hnutí náboženského v Čechách od vydání tolerančního patentu až po naše časy, v němž nedošel dál než do poloviny 18. století. O tomto díle historiografové tvrdí, že jde o první publikaci splňující kritéria historického pozitivizmu. Jeho zpracování dějin v "Českomoravské kronice" je dodnes považováno za nejlepší syntézu dějin tohoto období.
Rezek ve svém díle straní panovnické moci, protože podle něj je vláda jednoho tyrana lepší než vláda několika set tyránků malých (= šlechticů).
U Rezka, který působil na pražské univerzitě ve stejné době jako Jaroslav Goll, nejde hovořit o jeho škole, tak jak tomu je právě u Golla. Jde tady o vliv, který zanechal Antonín Rezek na svých žácích Josefu Šustovi, Josefu Pekařovi, Václavu Novotném, Jaroslavu Bidlovi a především na Josefu Vítězslavovi Šimákovi, který po učitelově smrti vydal jeho "Listář k náboženským dějinám".

## Vybrané publikace
- Zvolení a korunování Ferdinanda I. za krále českého. Vlastním nákladem, Praha 1877
- Geschichte der Regierung Ferdinands I. in Böhmen. J. Otto, Praha 1878
- Král Sigmund polský uchází se o korunu českou r. 1526. J. Otto, Praha 1881
- O sněmu kladském z r. 1512. J. Otto, Praha 1883
- Dějiny prostonárodního hnutí náboženského od vydání tolerančního patentu až na naše časy. Vlastním nákladem, Praha 1887
- Dějiny saského vpádu do Čech (1631-1632), a návrat české emigrace. J. L. Kober, Praha 1889 Dostupné online
- Dějiny Čech a Moravy za Ferdinanda III. až do konce třicetileté války (1637–1648). Praha 1890
- KOŘÁN, Josef a REZEK, Antonín. Česko-moravská kronika. Kniha pátá. V Praze: I.L. Kober, 1891. 1372 sl. [J. Kořán zpracoval úvodní část panování Ferdinanda II. až do roku 1630; od saského vpádu (tj. od sloupce 682) pokračoval A. Rezek, který vylíčil i vládu Ferdinanda III. od roku 1637 až do roku 1648.] Dostupné online
- Dějiny Čech a Moravy nové doby. Kniha první, Od míru Westfálského až do smrti císaře Ferdinanda III. (1648-1657). V Praze: I.L. Kober, 1892. Dostupné online
- Dějiny Čech a Moravy nové doby. Kniha druhá, Vladaření císaře a krále Leopolda I. [Část] I. V Praze: Nakladatel I. L. Kober knihkupectví, 1893. Dostupné online [Dokončení vlády Leopolda I. napsal Josef Svátek – online zde]
- Listář k dějinám náboženských blouznivců českých v století XVIII. a XIX. Část I.[13], II.[14] Česká akademie věd a umění. Praha 1927, 1934. Dostupné online.